# سينما كويتية

مسلسل درب الزلق من أشهر المسلسلات الكويتية.

كانت السينما الكويتية تعتمد على استيراد أفلامهم من دول أجنبية وعرضها في دور السينما الكويتية. كانت الاستعمارية الأمريكية تؤثر بشكل سلبي في تشكيل السينما العربية بشكل عام والسينما الكويتية بشكل خاص. تسبب هذا في غياب الشخصية وطابع الثقافة الكويتية. إلا أن الكويتيين حاولوا الحفاظ على هويتهم الوطنية من خلال إنتاج وبث محتوى محلي في قنواتهم التلفزيونية. هيمنة الأفلام الأمريكية والأجنبية الأخرى جعلت السينما الكويتية تقلدها وتعتمد عليها لفترة طويلة. في عام 1971 ظهرت المواهب لخالد الصديق وأخرج أول فيلم روائي كويتي يتحدث عن تراث الكويت الثقافي وتاريخها.
على الرغم من أن الكويت تعتمد بشكل كبير على استيراد الأفلام، إلا أنهم لم يتخلوا عن ثقافتهم وتقاليدهم. تتم إزالة العبارات والمشاهد الحساسة. إذا كان الفيلم يحتوي على وفرة من هذه الأنواع من المحتوى المسيء أو الفاحش، فهم يفضلون إلغاء الفيلم بأكمله وعدم عرضه في دور السينما.
في عام 1972، أنتجت الكويت أول فيلم روائي طويل لها «بس يا بحر». الذي يتحدث عن حياة ما قبل اكتشاف النفط وعندما كان الصيد المهنة ومصدر الدخل الأساسي لإمارة الكويت في ذلك الزمن. أدى هذا الفيلم إلى بدء صناعة السينما في الكويت حيث كان أحد أشهر الأفلام الروائية وأكثرها شهرة في تلك الحقبة. في عام 1976، أنتجت الكويت فيلمها الطويل الثاني عرس زين. تعتبر الكويت أكبر منتج تلفزيوني وسينيمائي في منطقة الخليج.
في التاريخ السينمائي للكويت، كان هناك عدد قليل من الممثلات اللواتي كان لهن دور بارز في تشكيل السينما اليوم. واحدة منهم هي حياة الفهد. وهي واحدة من الممثلات الكويتيات البارزات في الصناعة إلى يومنا هذا، كما شاركت في أول فيلم روائي كويتي بس يا بحر. وسعاد عبد الله التي تعتبر ممثلة بارزة كان لها دور بارز في تشكيل السينما الكويتية اليوم.
في عام 1954 تم تأسيس شركة السينما الوطنية الكويتية. كانت شركة ترفيهية رائدة في الكويت والخليج. علاوة على ذلك، أصدرت في عام 2005 علامتها التجارية السينمائية والمسرحية في البلاد، سينسكيب. خلقت سينسكيب مساحة بيئية للجمهور لتجربة الأفلام في خمس تجارب مختلفة مع ميزات مختلفة. كانت الكويت الدولة الأولى في الشرق الأوسط والثانية على مستوى العالم بعد أستراليا لتسهيل الدفع عبر كي نت، مما يجعل تجارب الجمهور في سينسكيب سهلة.

## تاريخ
تأثرت السينما في الكويت بهيمنة هوليوود على عالم السينما حيث أن معظم الأفلام المصورة كانت أمريكية الصنع، سيطرت الأفلام الأمريكية على دور السينما الكويتية، بينما سيطرت الأفلام والمسلسلات الكويتية على القنوات التلفزيونية المحلية. بدأت الكويت في إنتاج المحتوى التلفزيوني الخاص بها في عام 1961، والذي كان في وقت مبكر مقارنتاً بدول أخرى في المنطقة، وبالتالي اكتسب على الفور شعبية وإعجاب من دول الخليج المجاورة. دفعهم هذا إلى الأمام لإطلاق القمر الصناعي الخاص بهم. القناة الكويتية الأولى وهي واحدة من أقدم قنوات البث التلفزيونية الخليجية التي تأسست في الكويت. تمكن القمر الصناعي الكويتي من تغطية الخليج والوصول إلى مناطق أخرى مثل أمريكا الشمالية، وهو ما كان من الصعب تحقيقه في تلك الفترة الزمنية في عام 1997. سيطرت الأفلام والإنتاجات الأمريكية على دور السينما الكويتية لفترة طويلة إلى سنة 1971، حين صدر أول فيلم كويتي بس يابحر من إخراج الشاب خالد الصديق.

### بس يا بحر (1972)
بس يابحر فيلم أنتج في الكويت للمخرج خالد الصديق. كان أول فيلم روائي في الكويت. الممثلون الذين كان لهم دور بارز في الفيلم هم محمد المنصور وأمل بكر وسعد الفرج وحياة الفهد. كان الفيلم بالأبيض والأسود وكانت مدته ساعة و 41 دقيقة. قبل اكتشاف النفط واستقلال الكويت، كان الغوص بحثًا عن اللؤلؤ أحد مصادر الدخل الرئيسية الذي يعتمد عليه الناس. تحدث الأحداث لعائلة كويتية، حيث يسعى شاب للزواج من الفتاة التي يحبها «نورا» ولكن العديد من العقبات تعترض طريقه. المسألة هو أنه لا يملك المال الكافي لخطبتها، وبالتالي يقف والدها في طريقهما، ويريد تزويج ابنته لشخص ثري. مع إصرار «مساعد» على قراره بالغطس بحثًا عن اللؤلؤ، يجد والده أيضًا يمنعه من الغوص، خوفًا من المخاطر العديدة التي قد يواجهها ابنه في البحر. في النهاية يسمح له والده بمتابعة ما يريد. حاول موسى الجاد الحصول على اللآلئ ولكنه توفي. في الغوص الأخير، وجد لؤلؤة ضخمة تم نقلها إلى أسرته كبادرة على شجاعته وتصميمه. ثم تذهب والدته إلى البحر بحزن وأسى في قلبها وتصرخ «بس يا بحر» والتي تعني «كفى من البحر». كان أول فيلم من إنتاج الكويت يصل إلى المركز 45 لجائزة الأوسكار كأفضل فيلم بلغة أجنبية، ومع ذلك، لم يتم ترشيحه.

## سينما السيارات
كانت الكويت رائدة في تقديم تجربة سينمائية مختلفة وفريدة من نوعها في منطقة الخليج، حيث قاموا ببناء اثنين من دور السينما. الدولة الوحيدة في منطقة الخليج التي تمتلك هذا النوع من السينما. تم افتتاحها في شهر أكتوبر من عام 1974، كان أول عرض فيلم باسم «الصينيون قادمون». يمكن للعائلات والأصدقاء وحتى الأفراد التوقف ومشاهدة فيلم أثناء الجلوس بشكل مريح في سياراتهم. أقيمت السينما الرئيسية على الطريق الدائري السادس، وتناثر البعض الآخر في المدينة. تم إغلاق السينما في 20 سبتمبر 2002 وتم هدمها قبل عدة سنوات.

## رقابة السينما في الكويت
وزارة الإعلام في الكويت هي المسؤولة عن الرقابة على الأفلام. يتم مراجعة جميع الأفلام من قبل الرقباء الذين يمكنهم قص المشاهد التي يعتبرونها غير مناسبة للثقافة الكويتية أو الإسلامية قبل عرضها في دور السينما الكويتية. يمكن أن يخضع أي فيلم يعرض قضية بطريقة سلبية للغاية أو مرتبط بالسياسة أو الجنس أو الدين أو العنف الشديد يتم إلغاؤه.

## دور المرأة

### حياة الفهد[10]
ولدت حياة الفهد في 18 أبريل 1948. هي ممثلة ومذيعة وكاتبة ومنتجة. حياة الفهد من الفنانات البارزات في الكويت ومنطقة الخليج ككل. انتقلت حياة الفهد من مدينتها في الخامسة عشرة من عمرها وفقدت والدها في نفس العام وكذلك أوقفت رحلتها التعليمية في تلك السن. ومع ذلك، فقد علمت نفسها بنفسها وتمكنت من القراءة والكتابة باللغتين العربية والإنجليزية. بدأت رحلتها في عالم الفن عندما زارت فنانة مشهورة المستشفى كانت تعمل فيه الفهد وعرضت عليها دورًا. لم يمض وقت طويل حتى ظهرت في أول برنامج تلفزيوني عام 1964 واستمرت منذ ذلك الحين حتى نالت استقلاليتها ورقيتها في صناعة السينما في الكويت ومنطقة الخليج. من أشهر أعمالها بس يابحر (1972)، خالتي قماشة (1983)، رقية وسبيكة (1986) وجرح الزمن (2001) وهي مسلسلات كويتية، وعندما تغني الزهور (2005) وهو مسلسل من إنتاج قطري. بصرف النظر عن كونها ممثلة، كتبت حياة الفهد العديد من الأعمال الدرامية والأفلام في مسيرتها المهنية والتي تم بثها وحققت نجاحًا مثل: دمعة يتيم، الأخ صالحة والحريم.

### سعاد عبد الله
سعاد عبد الله ممثلة كويتية. ولدت في البصرة بالعراق في 2 سبتمبر 1950. بعد وفاة والدها، تزوجت والدتها من رجل أعمال كويتي وسافر كلاهما إلى الكويت. ثم تزوجت سعاد من المخرج الكويتي فيصل الضاحي وحصلت على الجنسية الكويتية. تعتبر سعاد واحدة من أشهر الممثلات في تاريخ الإعلام الكويتي. بدأت رحلتها في التمثيل عام 1963 مع الفنان الراحل محمد النشمي في مسلسل تليفزيوني، ثم بدأت التمثيل المسرحي عام 1964 مع فرقة المسرح الكويتي بمسرحية حظها يكسر الصخر من إخراج وإنتاج محمد النشمي عام 1965. سعاد عبد الله أول فنانة خليجية تستضيف برامج حوارية حيث استضافت برامج حوارية رمضانية وشاركت مع الفنان الراحل عبد الحسين عبد الرضا. طوال تاريخها التمثيلي، شاركت في الكثير من بطولات المسلسلات التلفزيونية إلى جانب حياة الفهد وعبد الحسين عبد الرضا. انضمت إلى عبد الحسين في العديد من العروض مثل درس خصوصي، عزوبي السالمية. كما شاركت مع حياة الفهد في واحدة من المسلسلات الناجحة في تلك الحقبة، رقية وسبيكة (1986)، خالتي قماشة (1983) وخرج ولم يعد (1982). بالإضافة إلى ذلك، بدأت سعاد عبد الله في التسعينيات بتقديم المسلسلات التلفزيونية والميلودراما وتستمر حتى الآن. حصلت سعاد عبد الله على لقب سندريلا الشاشة الخليجية. لُقبت بهذا الاسم بسبب موهبتها وفنها في التمثيل وتشكيل التاريخ الإعلامي الكويتي والخليجي.

## شركة السينما الوطنية الكويتية
تأسست شركة السينما الكويتية الوطنية (KNCC) في عام 1954. تعتبر أحد الشركات الترفيهية الرائدة في الكويت. فهي شركة تدير وتشغل دور السينما الخاصة بها المنتشرة في البلاد، وهي أيضًا تنتج وتوزع الأفلام السينيمائية. في عام 1966، استخدمت الشركة مراكز التسوق كمواقع رئيسية لشاشات العرض وبدأت في تحديث الشاشات القديمة لتحسين صورتها. بالإضافة إلى ذلك، قدمت خدمة التذاكر الإلكترونية في عام 2003 حيث يمكن للعملاء شراء وحجز التذاكر عبر الإنترنت باستخدام بطاقات الائتمان. علاوة على ذلك، في عام 2005، زادت الشركة دعمها لتحديث قطاعات السينما من خلال إدخال طريقة الدفع كي نت. هذه طريقة دفع لتسهيل عملية الشراء للعملاء حيث يمكنهم دفع ثمن تذكرتهم باستخدام هواتفهم المحمولة. ونتيجة لذلك، أصبحت الكويت ثاني دولة في العالم تسهل وتمكين الدفع عن طريق الهاتف المحمول بعد أستراليا.

### سينسكيب
في عام 2005، قدمت شركة السينما الوطنية الكويتية علامتها التجارية الجديدة سينسكيب. هدفها تقديم أفضل تجربة سينيمائية رائعة من ناحية العرض، الصوت والراحة. تم نشر هذا المفهوم في جميع مواقع الشركة لضمان تجربة العميل في سينسكيب. يعود هذا إلى الهدف الرئيسي للشركة وهو توفير تجربة ترفيهية عالية الجودة لمختلف الجماهير والأعمار. الجمهور المستهدف الرئيسي هو الشباب في الكويت الذينويركزون على التجربة السينمائية الكاملة. لديهم خمس تجارب سينمائية مختلفة، دولبي سينما التي تجلب بيئة الفيلم للجمهور وهذا بفضل أحدث تقنيات دولبي السينيمائية من ناحية الصوت والصورة. 4 دي أكس هي تجربة سينيمائية تأخذ الجمهور من مشاهدة الفيلم إلى أن يعيشه تقريبًا. هو عبارة عن كراسي قابلة للحركة بالإضافة إلى التأثيرات البيئية مثل الرياح والفقاعات والرائحة التي تعمل بالتزامن مع الحركة على الشاشة لتقديم تجربة سينمائية كاملة. التجربة الثالثة هي سكرين أكس. إنها أول منصة سينمائية متعددة العرض في العالم. تجربة مشاهدة 270 درجة. بالإضافة إلى ذلك، تم تصميم مسرح آي ماكس لإعطاء الجمهور تجربة أكثر روعة. أما بالنسبة لتقنية الصوت آي ماكس، فهي مناسبة تمامًا لجعل هذا الوهم واقعاً، بأنه حتى لو همست الشخصية في الفيلم فيبدو وكأن الهمس فوق كتف الجمهور. أخيرًا، تم وضع إليفين حصريًا في سينسكيب في مجمع الأفنيوز حيث يوجد به أحدث تقنيات الصوت والليزر في شاشة واحدة، مما يخلق نظامًا صوتيًا للأبعاد مع دولبي أتموس بالإضافة إلى أداء صورة ثنائية وثلاثية الأبعاد مع عرض ليزر. تضمن سينسكيب لجمهورها التجربة السينمائية الكاملة من خلال خلق تجارب بيئية عبر قاعات العرض المختلفة.

## الأفلام السينمائية الكويتية
- العاصفة (1965)
- بس يا بحر (1971)
- اوراق الخريف (1974)
- عرس الزين (1976)
- الصمت (1980)
- الفخ (1983)
- الوجه الاخر (1984)
- عدنان (1986)
- ليلة القبض على الوزير (1993)
- شباب كول (2004)
- منتصف الليل (2004)
- مهملات فيلم قصير (2005)
- جسوم أي شي (2005)
- عاصفة الجنوب (2006)
- شاهين (2006)
- طرب فاشن (2006)
- الستارة فيلم قصير (2008)
- فرصة اخرى (2009)
- اعلان حالة حب (2009)
- كيوت (2009)
- الدنجوانة (2009)
- معتوق في بانكوك (2009)
- المدينة الضائعة فيلم قصير (2010)
- همسات الخطيئة (2010)
- الصالحية (2010)
- تورا بورا (2011)
- هالو كايرو (2011)
- ساحة حرب فيلم قصير (2011)
- محطة رقم واحد فيلم قصير (2011)
- ماي الجنة فيلم قصير (2011)
- بقايا بشر فيلم قصير (2012)
- شريفة فيلم قصير (2013)
- سيناريو (2013)
- عربة الفلافل (2014)
- كان رفيجي (2014)
- أليسا خطفها جميل (2014)
- الامريكاني (2014)
- 090 (2014)
- ناشي وميرا (2015)
- التجارة شطارة (2015)
- حبيب الأرض (2015)
- شقة ستة (2015)
- دانة فيلم قصير (2015)
- عتيج (2016)
- مع الخطر (2016)
- بوقة فقارة (2016)
- جارنا بو حمد فيلم قصير (2017)
- حاتم صديق جاسم فيلم قصير (2017)
- سفرة 5 نجوم (2017)
- خميس وجمعة (2017)
- العتر (2017)
- هامة (2017)
- بيبي (2017)
- المخيم (2017)
- الجولة الاخيرة (2017)
- باك تو كويت (2017)
- دوائر الخطر (2018)
- سرب الحمام (2018)
- بو عيون (2018)
- ودي اتكلم (2018)
- إيكاروس (2018)
- اغتيال الصحفي مشعل فيلم قصير (2018)
- باك فروم 2038 (2019)
- ساعة زمان (2019)
- مهمة في سبع أيام (2019)
- اطلع من مزاجي (2019)
- مارد المرقاب (2019)
- النهاية (2019)
- إن بارادوكس (2019)
- فلافل كارت (2019)